# Korte en lange schaal
De korte en de lange schaal zijn twee verschillende systemen voor de benaming van grote getallen. De aanduiding korte schaal, échelle courte, en lange schaal, échelle longue, werden in 1975 door de Franse wiskundige Geneviève Guitel (1895-1982) geïntroduceerd. De korte schaal gebruikt alleen de uitgang -ion. De lange schaal gebruikt de uitgangen -ion en -iard, in het Nederlands -joen en -jard.
In de lange schaal betekent de naam van een getal bestaande uit een voorvoegsel en -joen: miljoen met als exponent de betekenis van het voorvoegsel. Dus triljoen (het voorvoegsel tri betekent drie) is miljoen in de macht 3. In de korte schaal is het duizend met als exponent één meer dan de betekenis van het voorvoegsel.
"Lang" slaat dus op de langere lijst machten van duizend die met dezelfde set voorvoegsels kunnen worden weergegeven omdat er naast de uitgang -joen ook de uitgang -jard is.

## Voorkomen
Op het Europese vasteland wordt de lange schaal gebruikt. In Frankrijk werd aanvankelijk de korte schaal gebruikt. Het Franse gebruik werd door de Verenigde Staten en Brazilië overgenomen, maar in 1948 besloot Frankrijk zich te conformeren aan de rest van het continent en de lange schaal te gebruiken.
In Groot-Brittannië werd vaak de lange schaal gebruikt, maar in Amerika de korte schaal. Dit onderscheid leidde vaak tot misverstanden in het Engelse taalgebied, en om dat te voorkomen zei men dan ook wel “American billion” en “British billion”. Nadat de korte schaal opgang had gemaakt in het informele taalgebruik, besloten in 1974 de BBC en de Britse regering het Amerikaanse gebruik te volgen en de korte schaal te gebruiken. Daarmee is de verwarring echter niet ten einde, want het blijft de vraag of een tekst vóór of na 1974 is geschreven en de termen “American billion” en “British billion” worden nog steeds gebruikt.
In Oost-Europa, delen van het Midden-Oosten en Indonesië bestaat een mengvorm, waarbij wel een met miljard overeenkomende aanduiding bestaat, maar verder de korte schaal wordt gehanteerd. In Puerto Rico worden beide systemen door elkaar gebruikt.

## Schaalbenaming Amerikaans Engels versus Europees Engels
Deze tabel toont de naamgevingsconventies in de twee Engelstalige telsystemen, waarbij conflicterende termen vetgedrukt worden weergegeven.
| Power of 10 | American English (Short Scale) | European English (Long Scale) |
| ----------- | ------------------------------ | ----------------------------- |
| 10^6        | Million                        | Million                       |
| 10^9        | Billion                        | Milliard                      |
| 10^12       | Trillion                       | Billion                       |
| 10^15       | Quadrillion                    | Billiard                      |
| 10^18       | Quintillion                    | Trillion                      |
| 10^21       | Sextillion                     | Trilliard                     |

## Regels voor naamgeving
Bij beide schalen verandert de naam van grote getallen per factor duizend. Dit komt overeen met het gebruik van voorvoegsels: kilo, mega, giga enzovoort in het SI-stelsel.
In de lange schaal is de naam van getallen op het getal miljoen gebaseerd, van het Franse million. Met een Latijns voorvoegsel geeft men aan welke macht van een miljoen een bepaald getal is. Bijvoorbeeld: een biljoen, bi is twee, is de tweede macht van een miljoen, een miljoen in het kwadraat. Een triljoen, tria is drie, is een miljoen tot de derde macht. Voor elke volgende factor miljoen wordt het voorvoegsel met 1 opgehoogd. De tussenliggende factoren duizend worden met hetzelfde voorvoegsel genoemd, maar nu met de uitgang -ard, dus is een biljard duizend biljoen.
In de korte schaal begint men eveneens bij een miljoen, maar bij deze schaal komt de uitgang -ard niet voor. Hier wordt namelijk bij ieder volgende voorvoegsel het getal met een factor duizend verhoogd. Maar aangezien de naam van de voorvoegsels niet bij duizend begint, maar evenals bij de lange schaal, bij miljoen, is het voorvoegsel niet rechtstreeks aan de macht van duizend gerelateerd, maar aan de macht plus een van duizend. Voorbeeld: een quadrillioen, quadri is vier, is in de korte schaalverdeling de vijfde macht van duizend en niet de vierde van een miljoen.
Doordat de namen van de korte schaal ook alle in de lange schaal voorkomen, maar de betekenis ervan niet overeenstemt, behalve bij miljoen, zorgt dit weleens voor verwarring en vertaalfouten tussen het Engels en andere talen.
In de praktijk wordt de naam voor getallen boven de biljoen, of trillion in de korte schaal, nauwelijks toegepast. Enerzijds omdat zulke getallen niet vaak voorkomen, anderzijds omdat men bij zeer grote, en zeer kleine, getallen van de wetenschappelijke notatie {\displaystyle 10^{n}} gebruikmaakt. Deze cijfermatige aanduiding maakt directer inzichtelijk hoe groot het getal werkelijk is.

## Voorbeelden ter illustratie van de algemene regel
quint = 5 
De algemene regel voor de lange schaal kan worden geïllustreerd aan de hand van de volgende voorbeelden: 
quintiljoen = 1000.0005 = 1030
quintiljard = 1000 × quintiljoen = 1033
In plaats van de uitgang -jard wordt soms duizend gezegd, dus quintiljard is duizend quintiljoen.
De algemene regel voor de korte schaal kan met het volgende voorbeeld worden geïllustreerd: 
quintillion = 1000 × 10005 = 1018

## Vergelijking
Onderstaande tabel geeft een vergelijking tussen de twee systemen. De namen in de lange schaal mogen natuurlijk door hun equivalent in een andere taal worden vervangen, (de) Million, (es) millón, (fi) miljoona enzovoort. De namen in de korte schaal zijn in het Engels gegeven, omdat deze met name in het Angelsaksische taalgebied worden gebruikt. 
In de praktijk worden de hogere getallen zelden genoemd. Men gebruikt dan liever machten van 10, zoals in de linkerkolom.
Een "micrillion" is gelijk aan 103000003 op korte schaal, of 106000000 op lange schaal.
| 103    | thousand          |                                       | duizend              |                                            |
| 106    | million           |                                       | miljoen              |                                            |
| 109    | billion           | {\displaystyle 10^{3\times (2+1)}}    | miljard              |                                            |
| 1012   | trillion          | {\displaystyle 10^{3\times (3+1)}}    | biljoen              | {\displaystyle 10^{6\times 2}}, bi=2       |
| 1015   | quadrillion       | {\displaystyle 10^{3\times (4+1)}}    | biljard              | {\displaystyle 10^{6\times 2,5}}           |
| 1018   | quintillion       | {\displaystyle 10^{3\times (5+1)}}    | triljoen             | {\displaystyle 10^{6\times 3}}, tres=3     |
| 1021   | sextillion        | {\displaystyle 10^{3\times (6+1)}}    | triljard             | {\displaystyle 10^{6\times 3,5}}           |
| 1024   | septillion        | {\displaystyle 10^{3\times (7+1)}}    | quadriljoen          | {\displaystyle 10^{6\times 4}}, quattuor=4 |
| 1027   | octillion         | {\displaystyle 10^{3\times (8+1)}}    | quadriljard          | {\displaystyle 10^{6\times 4,5}}           |
| 1030   | nonillion         | {\displaystyle 10^{3\times (9+1)}}    | quintiljoen          | {\displaystyle 10^{6\times 5}}, quinque=5  |
| 1033   | decillion         | {\displaystyle 10^{3\times (10+1)}}   | quintiljard          | {\displaystyle 10^{6\times 5,5}}           |
| 1036   | undecillion       | {\displaystyle 10^{3\times (11+1)}}   | sextiljoen           | {\displaystyle 10^{6\times 6}}, sex=6      |
| 1039   | duodecillion      | {\displaystyle 10^{3\times (12+1)}}   | sextiljard           | {\displaystyle 10^{6\times 6,5}}           |
| 1042   | tredecillion      | {\displaystyle 10^{3\times (13+1)}}   | septiljoen           | {\displaystyle 10^{6\times 7}}, septem=7   |
| 1045   | quattuordecillion | {\displaystyle 10^{3\times (14+1)}}   | septiljard           | {\displaystyle 10^{6\times 7,5}}           |
| 1048   | quindecillion     | {\displaystyle 10^{3\times (15+1)}}   | octiljoen            | {\displaystyle 10^{6\times 8}}, octo=8     |
| 1051   | sexdecillion      | {\displaystyle 10^{3\times (16+1)}}   | octiljard            | {\displaystyle 10^{6\times 8,5}}           |
| 1054   | septendecillion   | {\displaystyle 10^{3\times (17+1)}}   | noniljoen            | {\displaystyle 10^{6\times 9}}, novem=9    |
| 1057   | octodecillion     | {\displaystyle 10^{3\times (18+1)}}   | noniljard            | {\displaystyle 10^{6\times 9,5}}           |
| 1060   | novemdecillion    | {\displaystyle 10^{3\times (19+1)}}   | deciljoen            | {\displaystyle 10^{6\times 10}}, decem=10  |
| 1063   | vigintillion      | {\displaystyle 10^{3\times (20+1)}}   | deciljard            | {\displaystyle 10^{6\times 10,5}}          |
| 1093   | trigintillion     | {\displaystyle 10^{3\times (30+1)}}   | quindeciljard        | {\displaystyle 10^{6\times 15,5}}          |
| 1099   | duotrigintillion  | {\displaystyle 10^{3\times (32+1)}}   | sedeciljard          | {\displaystyle 10^{6\times 16,5}}          |
| 10123  | quadragintillion  | {\displaystyle 10^{3\times (40+1)}}   | vigintiljard         | {\displaystyle 10^{6\times 20,5}}          |
| 10153  | quinquagintillion | {\displaystyle 10^{3\times (50+1)}}   | quinvigintiljard     | {\displaystyle 10^{6\times 25,5}}          |
| 10183  | sexagintillion    | {\displaystyle 10^{3\times (60+1)}}   | trigintiljard        | {\displaystyle 10^{6\times 30,5}}          |
| 10213  | septuagintillion  | {\displaystyle 10^{3\times (70+1)}}   | quintrigintiljard    | {\displaystyle 10^{6\times 35,5}}          |
| 10243  | octogintillion    | {\displaystyle 10^{3\times (80+1)}}   | quadragintiljard     | {\displaystyle 10^{6\times 40,5}}          |
| 10273  | nonagintillion    | {\displaystyle 10^{3\times (90+1)}}   | quinquadragintiljard | {\displaystyle 10^{6\times 45,5}}          |
| 10303  | centillion        | {\displaystyle 10^{3\times (100+1)}}  | quinquagintiljard    | {\displaystyle 10^{6\times 50,5}}          |
| 103003 | millillion        | {\displaystyle 10^{3\times (1000+1)}} | quingentiljard       | {\displaystyle 10^{6\times 500,5}}         |